# Taste (Sabrina Carpenter)
Taste is een nummer van de Amerikaanse zangeres Sabrina Carpenter uit 2024. Het is de derde single van haar zesde studioalbum Short n' Sweet.

## Achtergrondinformatie
Het nummer gaat over de blijvende impact die Sabrina Carpenter had op haar ex-vriend. Met brutale toespelingen en een speelse houding legt ze uit hoe hij, ook al is hij misschien verder gegaan met een nieuwe vriendin, nog steeds de smaak van Sabrina op zijn lippen heeft.
Als opvolger van de monsterhits Espresso en Please Please Please leverde ook "Taste" Carpenter een enorme internationale hit op. Zo bereikte het de 2e positie in de Amerikaanse Billboard Hot 100. In de Nederlandse Top 40 kwam het tot de 3e positie, en in de Vlaamse Ultratop 50 tot de 5e.

## Tracklijst
Muziekdownload
1. "Taste" - 3:06